# Sophronica flava
Sophronica flava là một loài bọ cánh cứng trong họ Cerambycidae.